# Abu z-Zuhur
Abu z-Zuhur (arabisch أبو الظهور, DMG Abū ẓ-Ẓuhūr, auch Abu al-Duhur und Abu adh-Duhur) ist eine Stadt im Gouvernement Idlib im nordwestlichen Syrien. Sie liegt etwa 45 km südöstlich von Aleppo. Sie hat etwa 10.000 Einwohner.
Sie ist Standort des Militärflugplatzes Abu al-Duhur.